# Reunie (film)
Reunie (zonder trema) is de verfilming voor televisie van het toneelstuk van Johan Timmers en Leopold Witte door Theo van Gogh in 1994.

## Verhaal
Voetbalvrouwen kijken terug op de WK-finale van 1974.